# Kees Boeke
Cornelis "Kees" Boeke (25 de setembro de 1884  –  3 de julho de 1966) foi um educador reformista holandês, além de ter sido missionário quaker e pacifista. Sua notoriedade provém, em grande parte, de seu influente ensaio/livro Visão Cósmica (1957). Essa obra seminal oferece uma perspectiva abrangente do universo, explorando desde a escala galáctica até a microscópica, e serviu de inspiração para diversos filmes.
Buscando reformar a educação, Boeke permitiu que as crianças apresentassem suas próprias ideias. A esse processo, ele deu o nome de sociocracia, enxergando as escolas como oficinas onde os alunos seriam trabalhadores e os professores, seus colegas. Com base nas ideias Quaker, seu desejo era que as crianças desenvolvessem respeito pela democracia. Ele estabeleceu uma escola em Bilthoven em 1926, dirigindo-a até 1954. Notavelmente, a futura rainha holandesa Beatriz estudou nessa instituição durante sua infância.

## Biografia
Nascido e criado em em Alkmaar, Holanda, Cornelis Boeke veio ao mundo em 25 de setembro de 1884, no seio de uma família menonita. Sua formação inicial incluiu estudos de arquitetura na Universidade de Tecnologia de Delft. Durante seu período universitário, uma estadia de um ano na Inglaterra o colocou em contato com os quakers. Ele, então, converteu-se ao quakerismo e frequentou o Woodbrooke Quaker Study Centres, uma faculdade localizada em Selly Oak, Birmingham. Nesse local, Boeke encontrou inspiração em  Bournville, a notável vila-jardim edificada pela família Cadbury (proprietária da fábrica de chocolate) para seus empregados. Foi lá que ele conheceu e casou Beatrice "Betty" Cadbury.
Em 1912, o casal partiu para o que hoje é o Líbano, atuando como missionários quakers, com Kees assumindo a direção da Escola Brummana. O advento da Primeira Guerra Mundial, em 1914, marcou seu retorno à Inglaterra. Ali, ambos se engajaram ativamente no trabalho pela paz, um movimento que viu a Irmandade da Reconciliação emergir em 1914, por intermédio de Henry Hodgkin. No ano de 1915, Boeke viajou para Berlim, onde se encontrou com Friedrich Siegmund-Schultze, colaborador de Hodgkin nos primórdios do conflito. De volta à Inglaterra, Boeke começou a proferir discursos públicos, declarando: "Os alemães são nossos irmãos; Deus não criou o homem para matar; a guerra encontrará seu fim mais rápido quando todos os soldados deporem suas armas". Tal postura resultou em sua deportação da Grã-Bretanha, com retorno à Holanda. Sua família o seguiu, estabelecendo-se em Bilthoven, nas proximidades de Utrecht. Rapidamente, sua residência transformou-se em um proeminente centro pacifista.
Posteriormente, durante a Segunda Guerra Mundial, Boeke participou do movimento clandestino de resistência holandês. Curiosamente, essa ação foi direcionada contra os mesmos alemães a quem ele havia se referido como irmãos. Contudo, essa participação estava em consonância com suas convicções antiautoritárias e com sua aversão à guerra e à perseguição.
No período pós-Primeira Guerra Mundial, Boeke ergueu um significativo centro de conferências em Bilthoven, ao qual deu o nome de "Casa da Irmandade". Este local sediou a primeira conferência internacional de paz, realizada entre 4 e 11 de outubro de 1919. Entre os participantes daquele encontro, destacaram-se Leon Revoyne, Mathilda Wrede, Leonard Ragaz, Pierre Ceresole assumiram a função de secretários deste movimento, que, a princípio, identificou-se como "Internacional Cristã", para depois se tornar a Irmandade Internacional da Reconciliação. Em colaboração com Helene Stöcker e Wilfred Wellock, eles estabeleceram a Service Civil International e, em 1921, criaram a "Paco" (termo em esperanto para "paz"), que evoluiu em 1923 para a War Resisters' International (WRI).
Para Kees e Betty Boeke, a guerra tinha suas raízes profundamente fincadas na interconexão entre o Estado e o capitalismo. Sendo Betty uma integrante da família Cadbury, ela recebeu por herança uma quantidade expressiva de ações da empresa de sua família. Em um gesto notável, ela renunciou à sua fortuna, direcionando esses recursos para diversas organizações de caridade, incluindo a Quaker-Help Organisation na Rússia em 1920. Posteriormente, as ações restantes foram por ela doadas a um fundo destinado aos trabalhadores da fábrica da Cadbury.
Durante certo período, os Boekes optaram por abster-se do uso de dinheiro, com o objetivo de evitar qualquer contribuição ao estado — visto que verbas públicas também são empregadas na produção de armamentos. Consequentemente, eles jamais utilizaram transporte público e se recusaram a pagar postagem, pedágios ou impostos. Essa postura os levou a serem detidos em múltiplas ocasiões. Em um episódio marcante, as autoridades fiscais holandesas chegaram a leiloar a propriedade deles para reaver impostos devidos. Presente no leilão, a rainha Guilhelmina adquiriu o violino favorito de Kees, prontamente restituindo-o a ele ali mesmo. Para sustentar sua família, Boeke dedicava-se ao trabalho em Utrecht, em uma associação de construção por ele fundada; sua ocupação não era como arquiteto (sua formação), mas sim como um simples trabalhador.
Durante o final da década de 1920, Boeke distanciou-se progressivamente dos movimentos internacionais pela paz. Convencido de que uma sociedade aprimorada poderia ser edificada através da educação infantil, ele estabeleceu uma instituição de ensino denominada "De werkplaats" (a oficina). A fundação de sua escola ocorreu em 1926, momento em que todas as escolas particulares, inclusive a escola Montessori frequentada por seus próprios filhos, passaram a receber do estado uma quantia monetária igual por criança, política à qual ele se opôs veementemente.

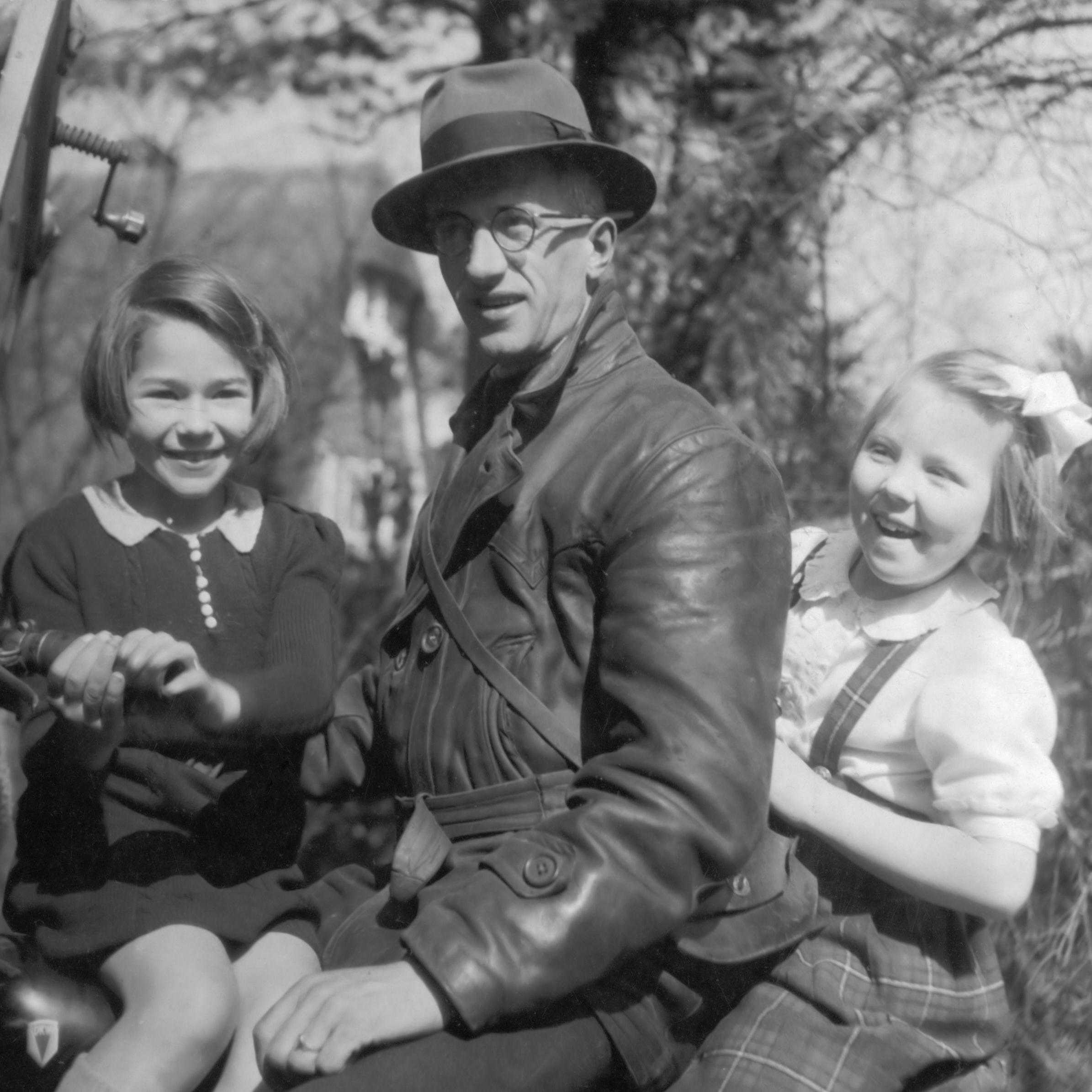
Kees Boeke com Beatriz dos Países Baixos (à direita) em 1946

A escola de Boeke, que incorpora os métodos de Maria Montessori e os expande com suas próprias concepções educacionais, alcançou reconhecimento nacional; inclusive a rainha holandesa Juliana matriculou suas filhas ali. Esta instituição de ensino demonstrou ser de grande influência, notadamente por sua abordagem inovadora em fazer com que os alunos se tornassem corresponsáveis pelo próprio currículo, em conjunto com os docentes. Enquanto muitos estudantes que haviam tido insucesso em escolas regulares prosperaram na "De werkplaats", é preciso notar que, em contrapartida, diversas crianças talentosas não conseguiram alcançar um alto nível de desempenho nesta mesma escola.
A corresponsabilidade na escola, contudo, não implicava uma vida sem restrições no "Werkplaats". As crianças, por exemplo, eram incumbidas de tarefas como a limpeza das instalações escolares, o cultivo de vegetais e frutas, e a assistência no preparo do almoço. A concepção de sociocracia de Boeke constituía, na realidade, uma aplicação secular dos ideais quakers ao campo da educação, manifestando-se de tal modo que as crianças eram tratadas como adultos e se dirigiam a seus professores utilizando o primeiro nome.
Durante a Segunda Guerra Mundial, Kees e Betty, agindo por sua própria conta e risco, ofereceram abrigo a judeus, conseguindo salvar diversas vidas. Em reconhecimento a esse trabalho humanitário, ambos foram consagrados no Yad Vashem no ano de 1992.
Boeke foi autor de um livro de considerável importância na área da educação. Entre suas derradeiras produções literárias, destaca-se Visão Cósmica, publicada em Nova York no ano de 1957.
O falecimento de Boeke ocorreu em 3 de julho de 1966, na localidade de Abcoude, Holanda, rodeado por sua família.

## Legado
O sistema de sociocracia concebido por Boeke persiste até hoje, e sua obra foi significativamente ampliada pelos esforços do Dr. Gerard Endenburg. Este, um notório estudioso das ideias de Boeke, elaborou uma metodologia de governança e tomada de decisão, que compartilha o mesmo nome, durante as décadas de 1960 e 1970, período em que estava à frente da empresa Endenburg Electrotechniek.
A obra de Boeke, o ensaio/livro Visão Cósmica (1957), ferece uma perspectiva seminal do universo, abrangendo desde a escala galáctica até a microscópica. Esta publicação serviu de inspiração para diversos filmes:
- Zoom Cósmico (1968) produzido pelo National Film Board of Canada.
- Potências de Dez (1968; nova versão em 1977) de Charles e Ray Eames.
- O filme IMAX Cosmic Voyage (1996) produzido para o Museu Nacional do Ar e Espaço do Smithsonian Institution.
- Superpoderes de Dez (2013), peça teatral produzida por Andrés Jaque e apresentada na Trienal de Lisboa, na Bienal de Arquitetura de Chicago, no Museu Jumex no México e no Centro de Arte e Mídia de Karlsruhe (ZKM).
- Visão Cósmica é mencionado como uma inspiração por Will Wright, criador do videogame Spore (2008).